# 阿爾齊茲區

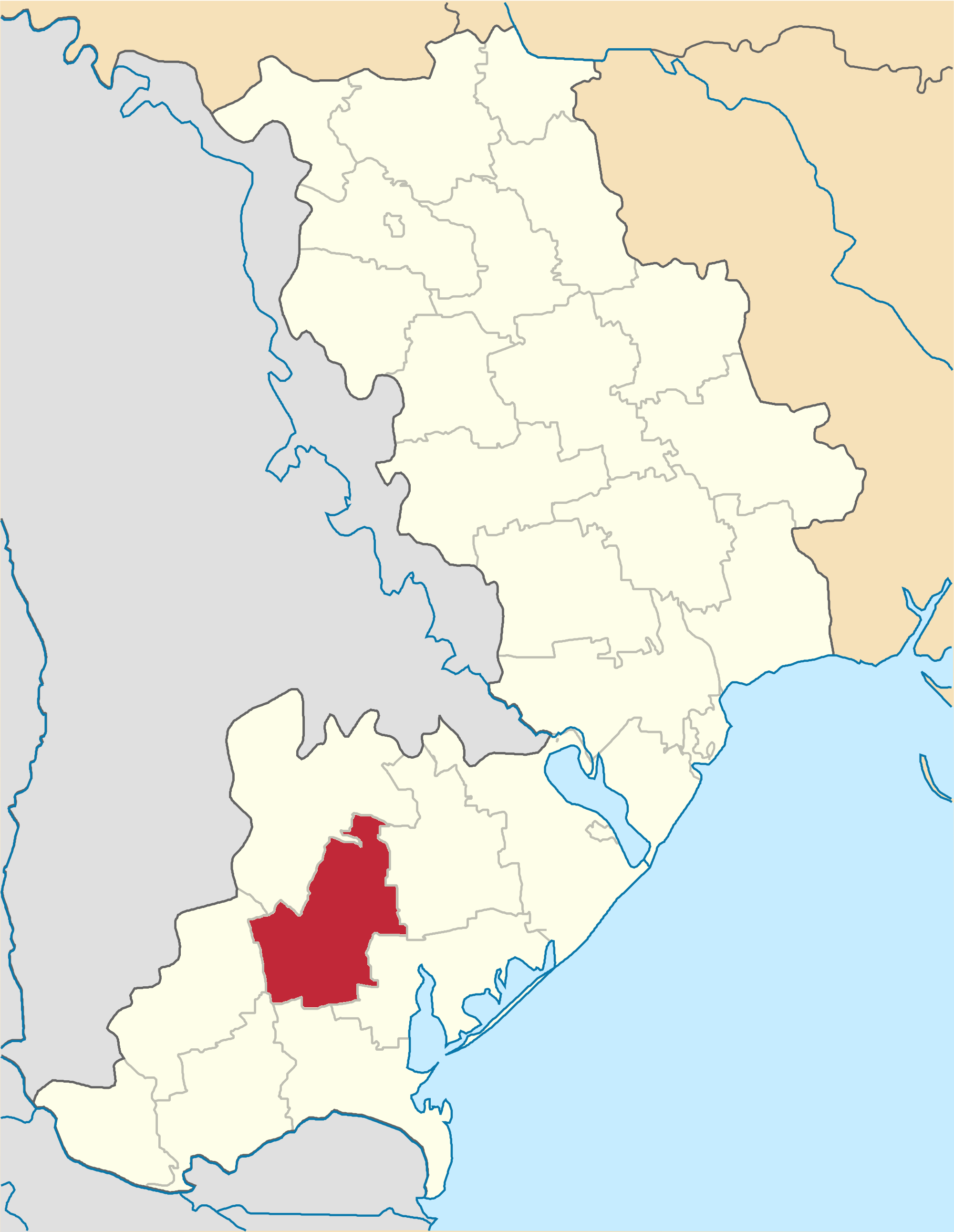
撤销前阿爾齊茲區在敖德萨州的位置

阿爾齊茲區（烏克蘭語：Арцизький район），曾是烏克蘭的一個區，位於該國西南部，由敖德薩州負責管轄，首府設於阿爾齊茲，面積1,379平方公里，2013年人口45,924，人口密度每平方公里33.30人。
该区在2020年7月18日的乌克兰行政区划改革中被撤销，改革后敖德萨州下分为7个区，阿爾齊茲區合并至博爾赫拉德區。